# Onewheel
Onewheel je samovyvažovací elektrický skateboard s jednou pneumatikou, používaný jako dopravní prostředek. Jezdec položí nohy na obě strany pneumatiky, nakloněním dopředu zrychlí a nakloněním dozadu zpomalí.
Existuje komunita tvůrců úprav třetích stran pro Onewheely.

## Historie
Zakladatel Future Motion, Kyle Doerksen vytvořil první komerční verzi konceptu Onewheel.

## Modely
Od roku 2014 společnost Future Motion vydala 9 modelů desek Onewheel. Každý model se liší rozsahem, rychlostí a velikostí. Nejnovější deska je XR Classic, která vyšla v listopadu 2024.